# Algámitas
Algámitas là một đô thị ở tỉnh Sevilla, Tây Ban Nha. Năm 2005, đô thị này có dân số khoảng 1.337. Đô thị này có diện tích khoảng 21 kilômét vuông (8,1 dặm vuông Anh) với mật độ dân số là 63,7 trên kilômét vuông (165/sq mi). Đô thị này nằm ở khu vực có độ cao 447 mét (1.467 ft) trên mực nước biển và 110 kilômét (68 mi) so với tỉnh lỵ Sevilla.